# テレンス・マッケナ

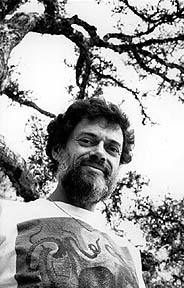
テレンス・マッケナ

テレンス・マッケナ（Terence McKenna, 1946年11月16日 - 2000年4月3日）は、アメリカ合衆国の思想家。幻覚をもたらす植物と幻覚剤に関する研究で知られる。

## 概要
コロラド州パオニア（en:Paonia, Colorado）生まれ。14歳のときに、作家オルダス・ハクスレーの『知覚の扉』を読み、神秘体験が薬物によって得られたという話に衝撃を受ける。
カリフォルニア大学バークレー校に入学。大学時代にリゼルグ酸ジエチルアミド(LSD)や、ジメチルトリプタミン(DMT)を摂取し、特にDMTが彼の思想に強く影響を与えた。マッケナはDMTはエイリアンのいる超空間や次元といったところへ人間をつれていくと考えていた。
1968年、休学し、ネパールやアマゾン熱帯雨林でシャーマニズムの文化に出会う。
1971年3月、幻覚剤がシャーマニズムに与える重要な役割を確信し、兄のデニスや仲間とアマゾン熱帯雨林にシャーマンの用いる幻覚をもたらす植物の探求に行き、目的のものは見つけられなかったが、幻覚をもたらす植物に出会い、マリファナやマジックマッシュルーム、DMTを含むアヤワスカを摂取していた。これは37日に渡って続き、エイリアンに遭遇した（ティモシー・リアリーがシリウスからのメッセージを受信したのは1973年）。この体験は『幻覚世界の真実』で語られている。
1970年中期に、匿名で兄のデニスと共著で、シロシビンを含むマジックマッシュルームの栽培本を出版し、アメリカでのマジックマッシュルームの流通に貢献した。

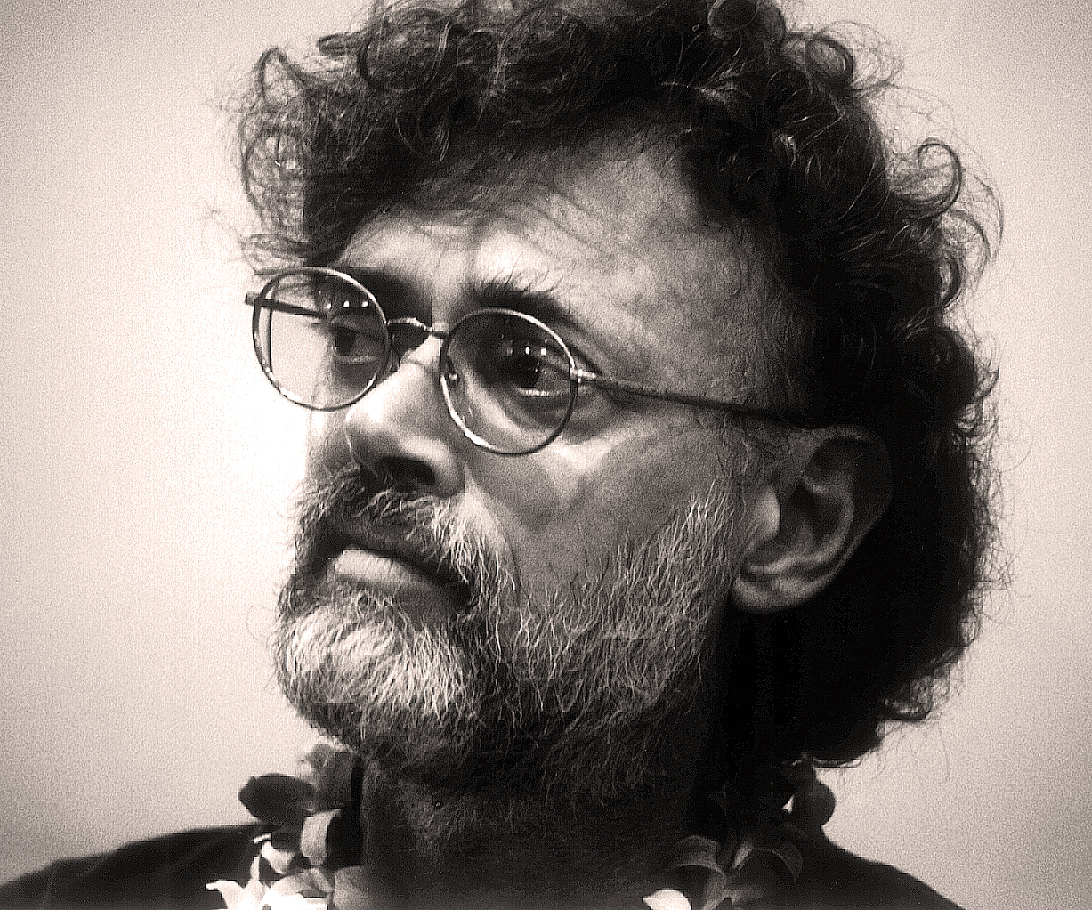
テレンス・マッケナ 1999年

1980年には、『易経』の六十四卦をもとにコンピュータで計算し、2012年12月22日に何かが起こるという理論を提唱し、変化のサイクルは近代科学が起こるまでが4300年間のサイクル、その後384年間のサイクルで科学が大きく発展し、次の1945年ごろからの67年間のサイクルでさらに科学の発展が加速し、次の384日で以前の発展を超えてさらに発展し、最後に6日間、135分間、0.0075秒間のサイクルが来て人類は大きく変化を遂げるということである。このとき予測できないことが起こるとしている。マッケナ同様にオルダス・ハクスレーの影響を受けたサイケデリック文化の活動家・ニューエイジ思想家のホゼ・アグエイアスと妻のロイディーンは、マヤ文明のマヤ暦も近い日に終わると考えた
著書『神々の糧』では、文献をもとにしてシロシビンという幻覚成分を含むキノコが人間の意識に与えた影響の仮説を解説している。
マッケナによれば、100万年ほど前にシロシビンを含むキノコを食べることによって、男性優位の霊長類の社会から遊牧的な生活に変わったが、1万年ほど前キノコが手に入りにくくなった地域で農業が開発され再び男性優位社会になり、階級が出現し軍隊などが組織されていったということである 。幻覚剤を起爆剤として、シャーマニズム的な自然と共生する精神が復活していると指摘し、これを「アルカイック・リバイバル」と呼んだ。

## 著書
- 『神々の糧』 小山田義文訳、中村功訳、第三書館、2003年。ISBN 978-4-8074-0324-0。 (原著 food of the gods, 1992)
- 『幻覚世界の真実』京堂健訳、第三書館、1995年。ISBN 978-4-8074-9506-1。(原著 True hallucinations, 1993)